# Queensland Open 1973
Il Queensland Open 1973 è stato un torneo di tennis giocato sul erba. È stata la 78ª edizione del torneo di Brisbane, che fa parte del Tornei di tennis maschili indipendenti nel 1973 e dei Tornei di tennis femminili indipendenti nel 1973. Il torneo si è giocato a Brisbane in Australia dal 3 al 9 dicembre 1973.

## Campioni

### Singolare maschile
Syd Ball ha battuto in finale  Ross Case con il punteggio di 4–6 6–4 6–1 2–6 6–1

### Doppio maschile
Informazione non disponibile

### Singolare femminile
Janet Young ha battuto in finale  Kazuko Sawamatsu con il punteggio di 6–1 6–4

### Doppio femminile
Ann Kiyomura /  Kazuko Sawamatsu hanno battuto in finale  Peggy Michel /  Janet Young con il punteggio di 6–2 7–6